# Nacionalni park Ivindo
Nacionalni park Ivindo je nacionalni park od 300.000 hektara u istočnom središnjem dijelu Gabona, koji je podijeljen po sredini granicom pokrajina Ogooué-Ivindo i Ogooué-Lolo. Nacionalni park, kojeg presijeca ekvator, dovršen je 2004. godine. Poznat je po Kongou slapovima na rijeci Ivindo i Langoué Bai, jednom od 5 najvažnijih šumskih čistina u Africi, zbog čega je 2021. god. upisan na UNESCO-v popis mjesta svjetske baštine u Africi.

## Odlike
Nacionalni park Ivindo je uglavnom netaknuto područje koje presijeca mreža slikovitih divljih rijeka. Karakteriziraju ga brzaci i slapovi okruženi netaknutom prašumom, što stvara krajolik velike estetske vrijednosti. Vodena staništa ovog područja udomljuju endemske vrste slatkovodnih riba, od kojih je 13 ugroženo, te najmanje sedam vrsta riječnih algi iz porodice Podostemaceae, s vjerojatnom mikroendemskom vodenom florom na svakom slapu. Mnoge vrste riba u parku tek trebaju biti opisane, a dijelovi područja jedva su istraženi. 
Nacionalni parku Ivindo se može pohvaliti biogeografski jedinstvenim starim šumama sapanovki (Caesalpinioideae) visoke vrijednosti, koje podržavaju, na primjer, vrlo veliku raznolikost leptira i mnoge rijetke vrste životinja. Pored kritično ugroženih tankonosnih krokodila (Mecistops cataphractus) i brojne ptičje faune (preko 430 vrsta), Nacionalni park Ivindo pruža utočište za ugrožene velike sisavce poput kritično ugroženog šumskog slona (Loxodonta cyclotis), sitatunga (Tragelaphus spekii), zapadnog nizinskog gorile (Gorilla gorilla), ugroženog čimpanze (Pan troglodytes) i sive papige (Psittacus erithacus), kao i ranjive sivovrate školjke (Picathartes oreas), mandrila (Mandrillus sphinx), leoparda (Panthera pardus) i afričke zlatne mačke (Caracal aurata) te tri vrste ljuskavca (Manidae spp.). 
- Jedan od slapova u NP Ivindo
- Šumski slonovi u NP Ivindo
- Zapadne gorile u krošnjama Ivinda
- Mlada sitatunga antilopa u parku
- Afrički kameni piton na pristupnoj cesti južno od NP Ivindo

## Vanjske poveznice
- Wildlife Conservation Society  Arhivirana inačica izvorne stranice od 8. kolovoza 2007. (Wayback Machine)
- Virtual Tour of the National Parks